# رونه هاوجسينج
رونه هاوجسينج هو لاعب كرة يد نرويجي. مثل منتخب النرويج لكرة اليد. بدأ تمثيل المنتخب في سنة 1998 ولعب معه 23 مباراة حتى سنة 1999. نافس في بطولة العالم لكرة اليد للرجال 1999.